# (6993) 1995 BJ4
1995 بي جاي 4 (ويعرف أيضًا باسم (6993) 1995 بي جاي 4 وفق تسمية الكوكب الصغير) (بالإنجليزية: 1995 BJ4)‏ هو كويكب ضمن حزام الكويكبات؛ وترتيبه 6993 من حيث الاكتشاف.
اكتُشف هذا الجُرم الفلكي بواسطة هيروشي كانيدا في 28 يناير 1995.

## وصلات خارجية
- (6993) 1995 BJ4 في قاعدة بيانات مختبر الدفع النفاث لأجرام النظام الشمسي الصغيرة

- الاكتشاف · مخطط المدار ·  العناصر المدارية · المعلمات المادية

- (6993) 1995 BJ4 على موقع ويكي سكاي: DSS2, SDSS, GALEX, IRAS, Hydrogen α, X-Ray, Astrophoto, Sky Map, Articles and images